# Engwiller
Engwiller é uma comuna francesa na região administrativa de Grande Leste, no departamento Baixo Reno. Estende-se por uma área de 3,75 km². Em 2010 a comuna tinha 500 habitantes (densidade: 133,3 hab./km²).